# Eduard Friedrich Leybold
Eduard Friedrich Leybold (* 4. Juni 1798 in Stuttgart; † 24. Dezember 1879 in Untermeidling) war ein österreichischer Porträtmaler.

## Leben
Eduard Friedrich Leybold war ein Sohn des Kupferstechers und Professors an der Hohen Karlsschule Johann Friedrich Leybold. Dieser zog nach Auflösung der Hohen Karlsschule mit seiner Familie im Sommer 1798 nach Wien. 
Eduard Friedrich wurde wie seine Brüder Karl Jakob Theodor Leybold und Rudolf Moritz Leybold Künstler. Er studierte an der Wiener Akademie und beteiligte sich ab 1822 regelmäßig an deren Ausstellungen. Ab 1861 war er auch Mitglied des Wiener Künstlerhauses. Einer seiner Enkel war der Bildhauer Theodor Franz Maria Khuen.

## Werke
Eduard Friedrich Leybold spezialisierte sich auf die Porträtmalerei. Neben Öl- und Wasserfarbbildern in größeren Formaten sind auch Miniaturen, häufig auf Elfenbein gemalt, und Lithographien von ihm erhalten.

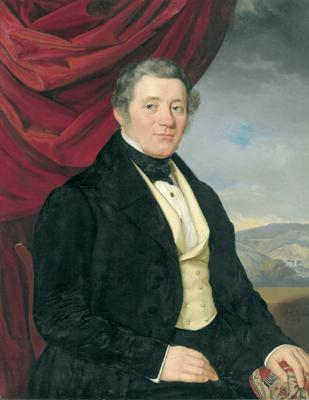
Herrenporträt vor Landschaftshintergrund
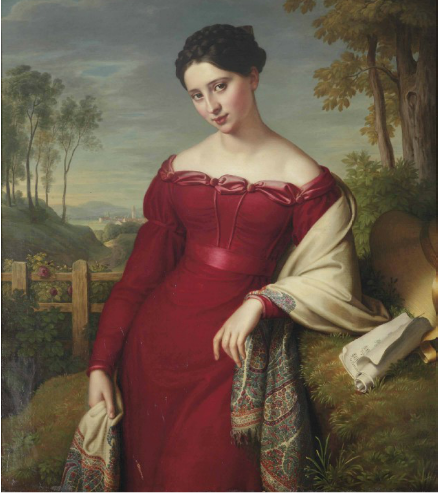
Porträt einer jungen Dame
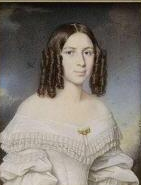
Damenporträt auf Elfenbein
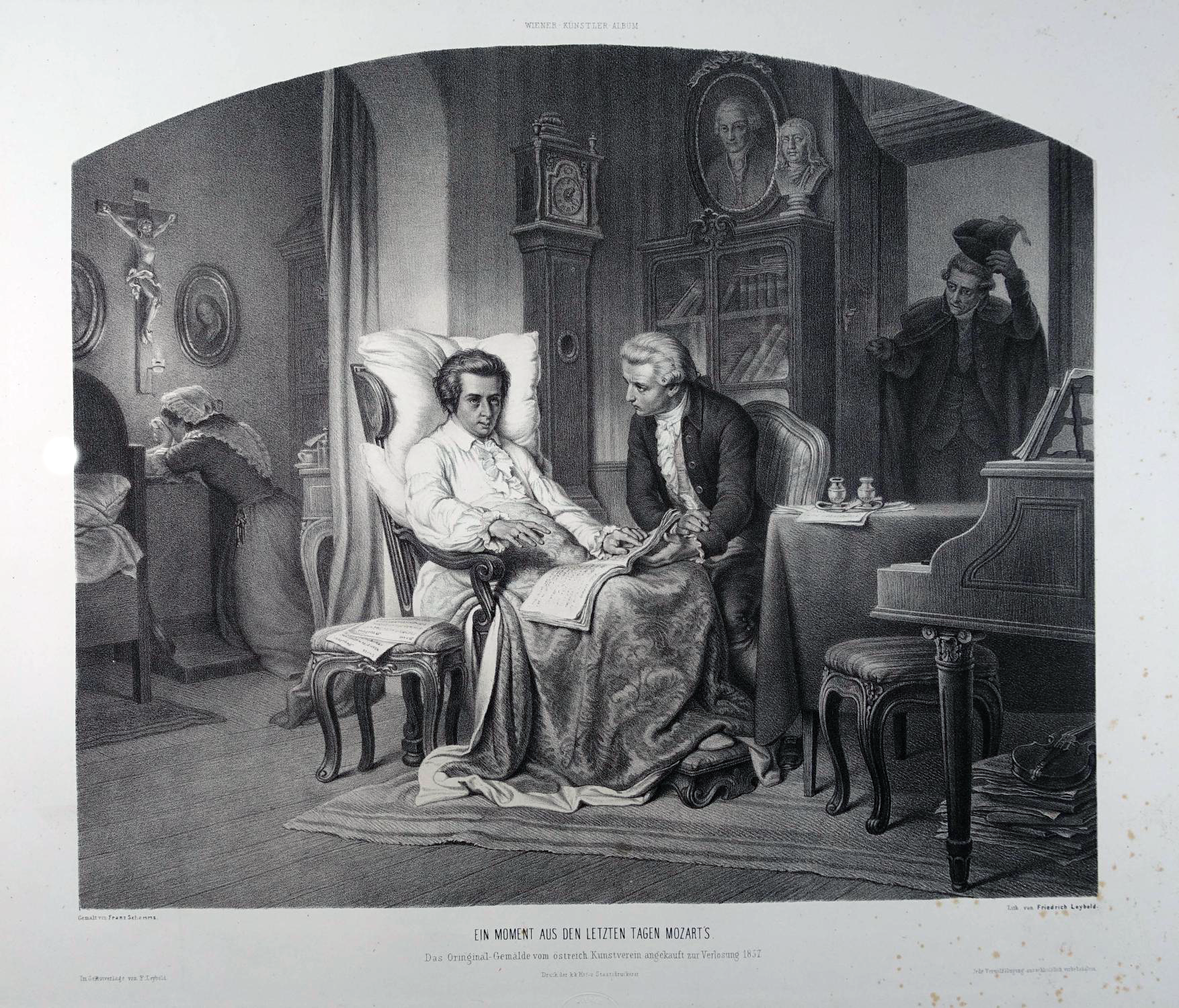
Ein Moment aus den letzten Tagen Mozarts